# آنتون آکرمان
آنتون آکرمان (آلمانی: Anton Ackermann؛ زادهٔ ۲۵ دسامبر ۱۹۰۵ – درگذشته ۴ مه ۱۹۷۳) (نام واقعی: یوجبن هانیش) یک سیاستمدار اهل آلمان شرقی بود. وی از ۱۵ ژانویه ۱۹۵۳ تا ۱ ژوئیه ۱۹۵۳ وزیر امور خارجه جمهوری دموکراتیک آلمان بود.